# シュクリュ・サラジオウル・スタジアム
シュクリュ・サラジオウル・スタジアム（Fenerbahçe Şükrü Saracoğlu Stadyumu）はトルコイスタンブールにあるスタジアム。最後のUEFAカップ決勝の舞台にもなった。

## 概要
1908年に開場。1929年から1932年、1965年から1982年、1999年から2006年の3度にわたり改修し、現在の座席数は47,834名である。名前の由来はかつてのフェネルバフチェSKオーナーであったシュクリュ・サラジオウルである。
UEFAカテゴリー4スタジアム（旧五つ星スタジアム）であり、同じイスタンブールにあるアタテュルク・オリンピヤト・スタドゥ、トルコ・テレコム・アリーナ、イズミルにあるイズミル・アタチュルク・スタジアムなどと並び、トルコを代表するサッカースタジアムでもある。